# Badia de Cadaqués
La badia de Cadaqués és el port natural més gran de Catalunya situada a l'Alt Empordà. És la badia mes resguardada i profunda de tota la Costa Brava.
A la punta de Cala Nans, s'inicia l'entrada de la badia, per la banda sud-oest. Les aigües de les torrenteres que devallen de les muntanyes que l'encerclen han configurat la badia en diverses calanques i després de Cala Nans i dels illots d'«es Cucurucuc de sa Cebolla», sa Conca rep la riera de Sant Pius V, la platja del Llanè petit, la Jorneta, la del Llanè gran i la Riera de Paiau. Sa Riera, la riera mes important, desemboca ara a la Platja gran a l'esquerra del nucli antic, abans desembocava a Port d'Alguer o Port-doguer, i marca el fons de la badia.
Sobresurt a la badia un illot amb forma acabada en punxa «es Cucurucuc» que és visible des de la muntanya, a la carretera, situat a la banda nord tancant la badia, molt a prop d'una altra illa, cap al nord-est. També hi figuren uns illots al centre del port són coneguts com «es Furallons».
A l'estiu embarcacions i naus de totes les grandàries ancoren a la badia. El 2018 la gestió de la badia de Cadaqués i el seu fondeig van passar a ser gestinades per l'Ajuntament.